# 巴庙镇
巴庙镇，是中华人民共和国陕西省汉中市镇巴县下辖的一个乡镇级行政单位。

## 行政区划
巴庙镇下辖以下地区：
巴庙村、寨湾村、吊钟村、石院子村、黄坝村、刘家湾村、金山村、双河村、狮子坝村、柴家坡村、老庄梁村、老河坝村、田坎村、马头岭村、小河口村和杨庄村。